# استلانلو
ستلانلو (به ایتالیایی: Stellanello) یک کومونه در ایتالیا است که در استان ساونا واقع شده‌است. ستلانلو ۱۷٫۵ کیلومتر مربع مساحت و ۸۷۷ نفر جمعیت دارد و ۱۴۱ متر بالاتر از سطح دریا واقع شده‌است.